# Fahy-lès-Autrey
 Fahy-lès-Autrey  es una comuna y población de Francia, en la región de Franco Condado, departamento de Alto Saona, en el distrito de Vesoul y cantón de Autrey-lès-Gray.
Está integrada en la Communauté de communes des Quatre-Vallées .

## Demografía
| 153 | 151 | 123 | 116 | 105 | 112 | 123 |
| Para los censos de 1962 a 1999 la población legal corresponde a la población sin duplicidades (Fuente: INSEE [Consultar]) |     |     |     |     |     |     |